# تام هارپر
تام هارپر (انگلیسی: Tom Harper؛ زادهٔ ۷ ژانویهٔ ۱۹۸۰) کارگردان، تهیه‌کننده، و نویسندهٔ فیلم و تلویزیون اهل بریتانیا است. او بیشتر به خاطر کارگردانی فیلم‌های هوانوردان، رز وحشی، پیکی بلایندرز، و مینی‌سریال بی‌بی‌سی جنگ و صلح شناخته شده است.